# Discovery (navio de 1602)

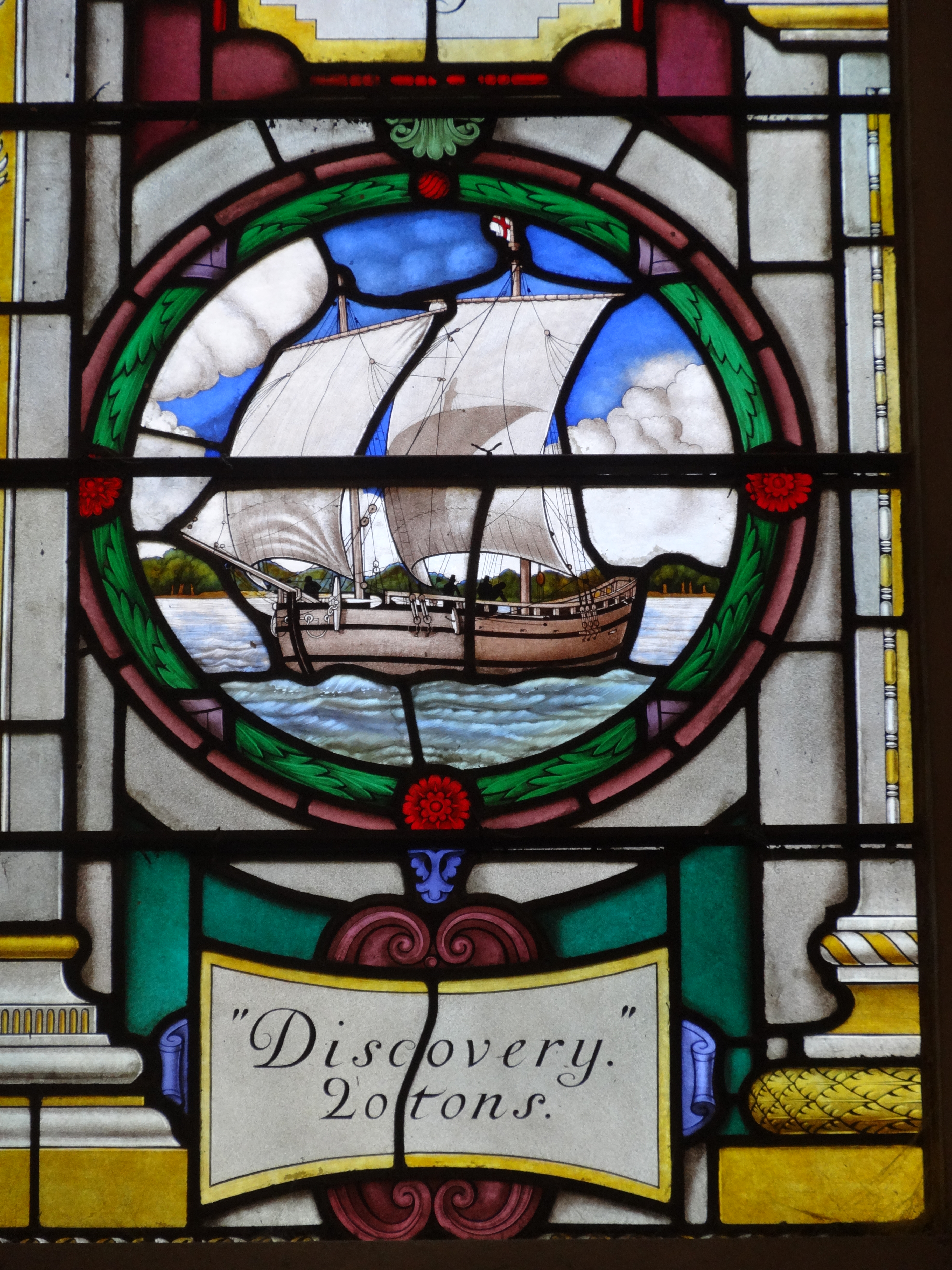
O Discovery no vitral da St Sepulchre-without-Newgate

O Discovery foi um pequeno "fly-boat" de 20 toneladas e 38 pés (12 m) de comprimento da Companhia Britânica das Índias Orientais, lançado antes de 1602. Foi um dos três navios (juntamente com Susan Constant e Godspeed) na viagem de 1606-1607 para o Novo Mundo para a Companhia Inglesa da Virgínia de Londres. A viagem resultou na fundação de Jamestown na nova Colônia da Virgínia.

## História
Em 1602, George Weymouth tornou-se o primeiro europeu a explorar o que mais tarde seria chamado de Estreito de Hudson quando navegou Discovery 300 milhas náuticas (560 km) no estreito. A expedição de Weymouth para encontrar a Passagem do Noroeste foi financiada conjuntamente pela Companhia das Índias Orientais e pela Companhia Moscóvia.
O Discovery, capitaneado por John Ratcliffe, foi o menor dos três navios que foram liderados pelo capitão Christopher Newport na viagem que resultou na fundação de Jamestown na nova colônia da Virgínia em 1607. De acordo com uma fonte do século 17, um total de 21 passageiros estavam a bordo durante sua expedição inicial. Quando o capitão Newport retornou a Londres, Inglaterra, ele deixou o Discovery para trás para o uso dos colonos.
No verão de 1608, nos meses entre a primeira e a segunda missões de abastecimento, o capitão John Smith deixou Jamestown no navio para explorar a região da Baía de Chesapeake e procurar alimentos extremamente necessários, cobrindo cerca de 3 000 milhas (4 800 km), produzindo um mapa que foi de grande valor para os exploradores por mais de um século. Essas explorações foram comemoradas na Trilha Histórica Nacional do Capitão John Smith Chesapeake, estabelecida em 2006.
Em 1610, o almirante Sir George Somers (da fama de Sea Venture), propôs uma viagem às Bermudas a bordo do Patience acompanhado pelo capitão Samuel Argall no Discovery com a intenção de reunir mais suprimentos locais para Jamestown. Soprados para o norte em direção à Terra Nova, os navios se separaram em meio à neblina. Argall tentou pescar antes de voltar.

Em seguida, participou de seis expedições em busca da Passagem Noroeste. Durante a expedição de 1610-1611 no Ártico canadense, a tripulação do Discovery se amotinou e colocou seu capitão Henry Hudson à deriva em um pequeno barco; ele não foi visto novamente, e a tripulação retornou à Inglaterra.